# مارینا ولادیمیروونا دیویاتوا
مارینا ولادیمیروونا دیویاتوا (به روسی: Марина Владимировна Девятова) (متولد ۱۳ دسامبر ۱۹۸۳ در مسکو) خوانندهٔ روس و اجراکنندهٔ ترانه‌های محلی و سنتی روسیه با تنظیمهای مدرن و امروزی است. او برندهٔ مسابقهٔ اجراکنندگان موسیقی سنتی سراسر روسیه (مسابقهٔ ایپولیتوف - ایوانوف) و فینالیست مسابقهٔ معتبر «هنرمند ملی ۳» است.

## زندگی
مارینا دیویاتوا، در سیزدهم دسامبر سال ۱۹۸۳ در مسکو و در خانواده‌ای هنرمند به دنیا آمد. پدرش، ولادیمیر سرگییویچ دیویاتوف، خوانندهٔ اپرا و اجراکنندهٔ ترانه‌های مردمی روسیه، و مادرش طراح رقص است. پدر مارینا او را از همان دورهٔ کودکی با موسیقی آشنا کرد و می‌کوشید عشق به موسیقی محلی و مردمی را در او پرورش دهد و در همان حال او را به هنر گروههایی مانند بیتلز و دیپ پرپل نیز علاقه‌مند کند. به همین سبب بود که مارینا در سه‌سالگی می‌توانست به خوبی آواز بخواند و درک خوبی از ریتمهای موسیقی داشت.
مارینا در سال ۱۹۹۰ در مدرسهٔ موسیقی د.د.شوستاکوویچ به تحصیل در رشتهٔ رهبری کر پرداخت. در سال ۱۹۹۹ وارد کالج موسیقی آ.شنیتکه شد و در رشتهٔ تکخوانی آوازهای محلی مورد تعلیم قرار گرفت. در سال ۲۰۰۱ نیز برندهٔ مسابقهٔ اجراکنندگان موسیقی سنتی سراسر روسیه (مسابقهٔ ایپولیتوف - ایوانوف) شد که در شهر وارونژ برگزار می‌شد.
در طول سالهای ۲۰۰۳ تا ۲۰۰۸ مارینا در فرهنگستان موسیقی روسیه (فرهنگستان گنسین‌ها) در دانشکدهٔ تکخوانی آوازهای محلی تحصیل می‌کرد و در مسابقهٔ بین‌المللی «بازار اسلاوی» نیز شرکت جست.
مارینا در طول دورهٔ فعالیت خود، بارها با این گفته مواجه شده بود که: «موسیقی شما متعارف نیست.» او برای اثبات خلاف بودن این ادعا، در سال ۲۰۰۶ در مرحلهٔ انتخابی مسابقهٔ معتبر «هنرمند ملی ۳» شرکت کرد و تا مراحل پایانی نیز پیش رفت. یکی از نقاط عطف مهم در زندگی هنری مارینا، آواز دونفری «این می‌توانست عشق باشد» بود که آن را به همراه آلکسی گومان اجرا کرد. به اعتقاد منتقدان، در این آهنگ ترکیب موسیقی محلی و صحنه‌ای به بهترین شکل به نمایش در آمده است.
در ۲۸ اکتبر ۲۰۰۸ نخستین کنسرت انفرادی مارینا دیویاتوا با حمایت وزارت فرهنگ فدراسیون روسیه برگزار شد. برنامه‌های اجراشده در این کنسرت به موسیقی سنتی و فولکلوریک روسیه اختصاص داشت. در سال ۲۰۰۹ مارینا اغلب با گروه باله و رقص «یار دنس» روی صحنه ظاهر می‌شد. او در حال حاضر نخستین آلبوم انفرادی خود را آمادهٔ عرضه به بازار می‌کند.
مارینا دیویاتوا تأکید می‌کند که: «ترانه‌ها و موسیقی مردمی روسیه، همان چیزی است که همهٔ ما را با هم متحد می‌کند. ما ممکن است از نظر سن یا موقعیت اجتماعی با یکدیگر تفاوت داشته باشیم، ولی موسیقی مردمی همان لایه‌ای است که کل ملت روس بر روی آن پا گرفته است. تا وقتی روسیه و روسها زنده باشند، ترانه‌های محلی روسی نیز به حیات خود ادامه می‌دهند.»